# Prins Hendrik Internaat

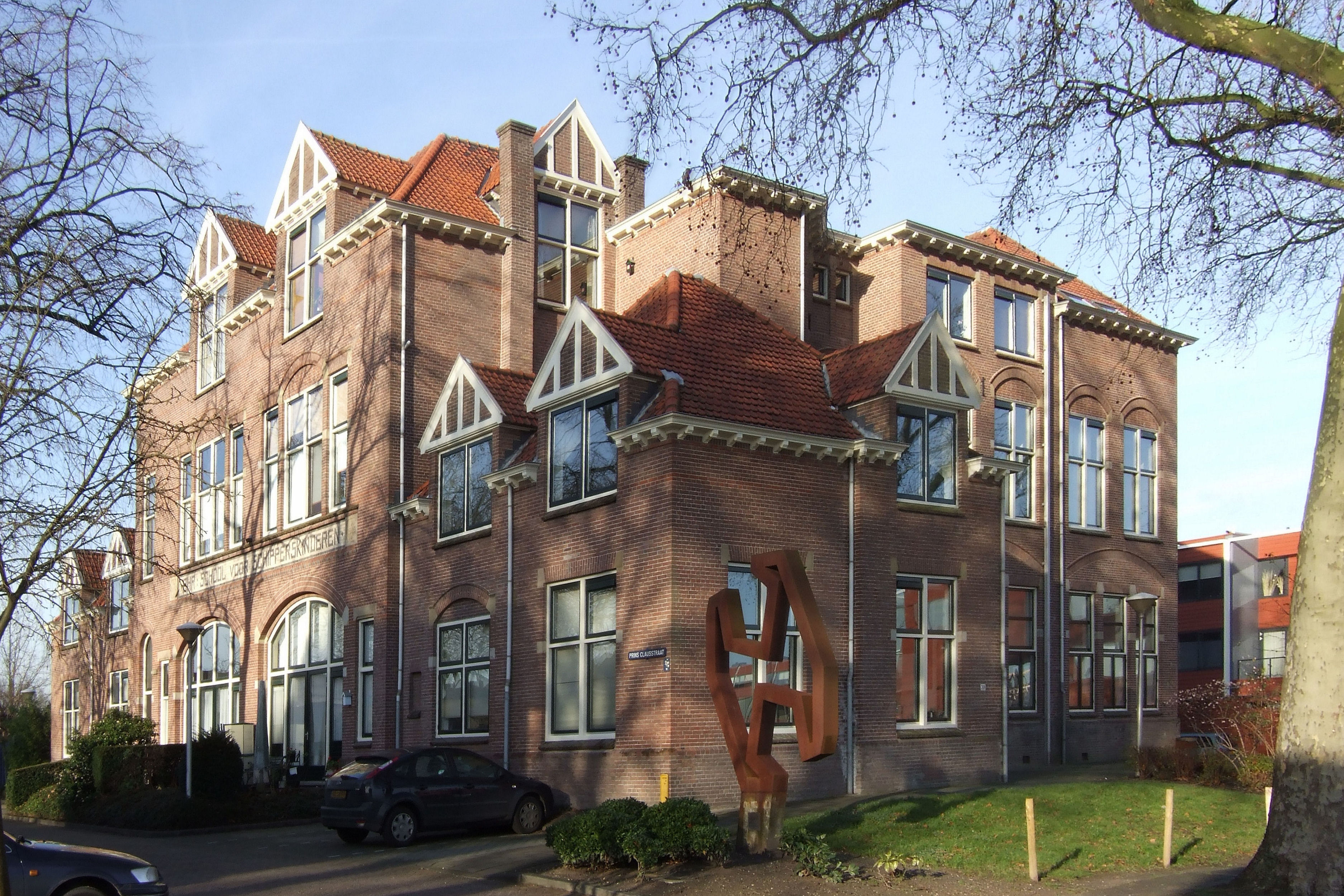
Voormalig onderkomen van het internaat aan de Prins Clausstraat.

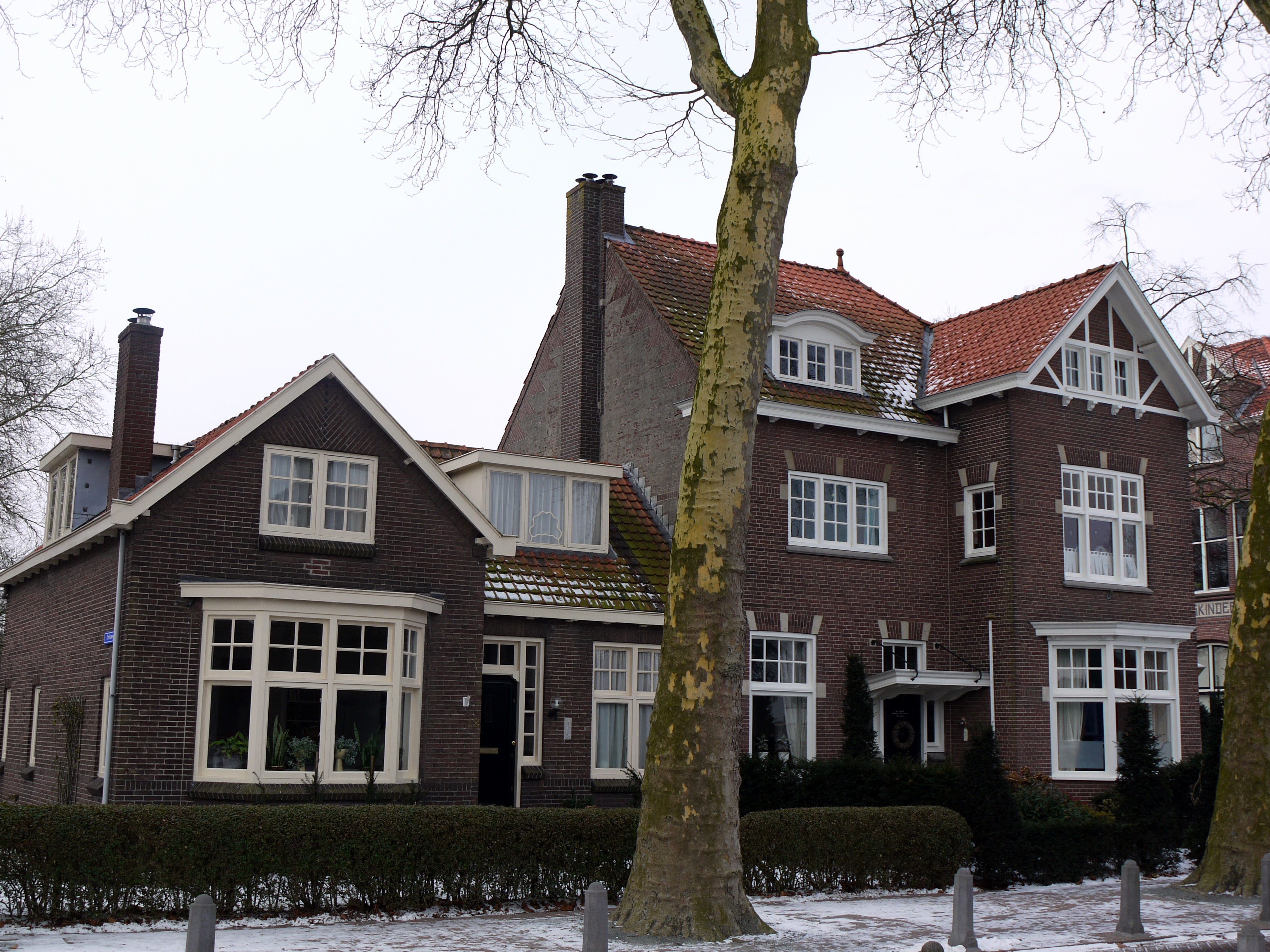
Voormalige directeurswoning.

Het Prins Hendrik Internaat is een internaat voor schippers- en kinderskinderen, gelegen in Vreeswijk, Nieuwegein. Geopend in 1915, is het het oudste schippersinternaat van Nederland.

## Geschiedenis
Op 23 januari 1911 werd er door de protestantse kerk in Vreeswijk een vereniging opgericht. Deze vereniging heette De Vereeniging tot stichting en instandhouding van een school met den Bijbel voor Schipperskinderen. Deze vereniging wilde ervoor zorgen dat kinderen van binnenvaartschippers, naar een school konden gaan waar ze goed onderwijs konden krijgen en christelijk protestants werden opgevoed. In 1913 kocht de vereniging daarom in Vreeswijk een stuk grond. Omdat de schipperskinderen niet zomaar naar huis konden gaan, moest er een internaat voor deze kinderen komen. Daaruit volgde het besluit om een internaat en een school voor deze kinderen te bouwen. De architect M.E. Kuiler maakte het ontwerp.
Op 28 augustus 1915 werd het Prins Hendrik Internaat geopend. Er waren op dat moment 94 leerlingen. De leerlingen kregen naast de gewone vakken ook specifieke vakken die ze konden gebruiken als ze zelf later ook gingen varen. Zo kregen de jongens les over het schippersbedrijf en de meisjes kregen nuttig handwerken.
Omdat de school explosief groeide, werd er in 1983 gestart met de bouw van een geheel nieuw schippersinternaat, iets ten noorden van Vreeswijk. Ook kwam er een nieuwe school, die los staat van het internaat, waar ook "gewone" kinderen les kregen.

## Indeling van de groepen
Vroeger waren er vier soorten groepen. Ten eerste werd er onderscheid gemaakt in geslacht. Ten tweede werd er gekeken naar leeftijd: de groep 6 t/m 12 jaar, ook wel BO (basis onderwijs) genoemd, en de groep 13 t/m 16 jaar, de zogenoemde VO (voortgezet onderwijs). Boven de 16 jaar moesten de meeste van de schippersjongeren bij de ouders aan boord komen om het beroep verder te leren.
Tegenwoordig worden de jongens en meisjes gezamenlijk op groepen ingedeeld. Er bestaat op sommige schippersinternaten nog het onderscheid in BO en VO, maar dit is op andere schippersinternaten samengevoegd tot de zogenoemde 'verticale groep' die bedoeld is voor de 6- t/m 16-jarigen. Tegenwoordig zijn er ook IKB/BKB-groepen (interne/begeleide kamer bewoning). Dit zijn kleine groepen jongeren, tussen de 16 en 18 jaar, die van de VO of verticale groep komen en die onder begeleiding van mentoren/leiding leren koken en de leefruimte schoon te houden.

## Voormalige internaatsgebouwen
Omdat het voormalige Prins Hendrik Internaat leeg kwam te staan, en lange tijd leeg bleef, verpauperde het gebouw. In 1995 werd er daarom besloten om er appartementen in te maken en kunstateliers. Na een grondige verbouwing werd eind jaren 1990 het voormalige onderkomen van het internaat opnieuw geopend. Woningbouworganisatie Mitros is de nieuwe beheerder van 18 appartementen en 6 bedrijfsruimtes.
In 2005 is ook de verdere ontwikkeling van de omgeving afgerond, dit als onderdeel van het nieuwbouwproject Nieuw-Vreeswijk. Het gebouw is inmiddels volledig omgeven door woningen.
Het gebouw is een monument en is een gezichtsbepalend gebouw voor dit deel van Vreeswijk. Ook is het een herinnering aan de tijd dat Vreeswijk nog een belangrijk schippersdorp was.